# إدريس مزاوياني
إدريس مزاوياني لاعب كرة قدم فرنسي من مواليد باريس في فرنسا.
لعب في الفئات السنية في باريس سان جيرمان و احترف بعدها في الإمارات في نادي العين ونادي الظفرة ونادي الفجيرة ونادي مصفوت.